# J.F. Jørgensen
Jørgen Frederik Jørgensen (født 18. oktober 1807 i Opager på Lolland, død 7. marts 1876) var en dansk præst og politiker. Jørgensen var medlem af Folketinget valgt i Aalborg Amts 4. valgkreds (Brorstrupkredsen) fra 1849 til han nedlagde sit mandat 29. oktober 1851. Han stillede efterfølgende op ved landstingsvalget 1853 uden at blive valgt.